# Пастенде
Пастенде (латыш. Pastende) — село в Талсинском крае Латвии, административный центр Гибульской волости. Расположено на берегу реки Стенде в 5 км от краевого центра Талси и в 117 км от Риги. В Пастенде находится начальная школа, детский сад, библиотека, дом культуры, магазин. Центр волости с 1980 года.

## История
В летописях название Пастенде (Postenden) впервые упоминается в 1288 году. Населенный пункт образован вокруг бывшего центра усадьбы Пастенде. В 20-х годах 20 века усадьба была конфискована и попала в собственность Латвийского государства. С января 1938 года, до мая 1941 года в Пастендском поместье дислоцировались части 2-го Вентспилсского пехотного полка Латвийской армии. В годы Второй Мировой войны, с июля по ноябрь 1941 года немецко-фашистские оккупационные власти устроили в поместье концлагерь, где держали в среднем около 200 заключенных. С октября 1944 года до 8 мая 1945 года в Пастендском поместье и Пастендской начальной школе находился военный лазарет вермахта. Начиная с 1945 года в здании усадьбы располагается Пастендская начальная школа. До 1945 года Пастенде был отдельный, крупнейший населенный пункт Пастендской волости.
На кладбище Цирулю (6,5 км от центра Пастенде) находится место захоронения родителей и родственников семьи большого собирателя латышских народных сказок и мифов Ансиса Лерха-Пушкаиша (1859—1903).

## Культура и искусство
Дом культуры открыт 28 декабря 1979 года, как дом культуры колхоза «Draudzība» («Дружба») (первый директор Инесе Вецмане). В нем работают 7, танцевальных коллективов всех возрастных категорий. Регулярно происходит изменение экспозиции в выставочном зале, а также встречи с художниками.